# Lie Kere
Lie Kere ist eine Halbhöhle an einem Überhang in Osttimor. Sie liegt auf dem Hochplateau des Verwaltungsamtes Baucau (Gemeinde Baucau), nordwestlich der gleichnamigen Stadt. In dem schmalen Unterschlupf in einer Klippe der untersten Terrasse des Baucau-Plateaus finden sich mehrere Felsmalereien.
In der lokalen austronesischen Sprache Waimaha bedeutet „kere“ so viel wie „schreiben“, „markieren“ oder „malen“.
Eine rote Kletterpflanze oder ein Laubmotiv, unter dem drei rote Anthropomorphen liegen, ist in einigen Teilen mit Ablagerungen von Carbonaten bedeckt und erscheint orange-braun. Es ist mit einem anderen, gelb-roten dekorativen Motiv verbunden, das in Umrissen und Zickzacklinien (gelb und rot) dargestellt ist, wobei das Rot über dem Gelb liegt. Ein abstraktes rotes Motiv mit drei kleinen Kreuzen darüber und einer anthropomorphen Figur darunter, die aus dreieckigen gelben Kreuzen besteht, zeigt absichtliche Verunstaltungsversuche mit tiefen Kratzern, die den darunter liegenden weißen Kalkstein freigelegt haben. Ein weiteres rotes Bild zeigt möglicherweise ein stilisiertes Gesicht mit einem abstrakten Motiv daneben.
Einige Bilder wurden mit schwarzer Farbe gemalt, darunter eine eidechsenähnliche anthropomorphe Figur. Andere Eidechsen-Anthropomorphe und Anthropomorphe in Rot wurden bei der ersten Erforschung 1972 dokumentiert. Verblasste rote Anthropomorphe finden sich auch an den freiliegenden Flächen der Korallenkalksteinterrasse unterhalb des Überhangs. Die Stellen sind schwer zugänglich, so dass die Maler sie wohl nur mit Seilen oder Leitern erreichten, an denen sie herabklettern konnten. Mindestens zehn weitere Motive, von denen viele durch Carbonatablagerungen verblasst oder teilweise verdeckt waren, wurden 1972 hier fotografiert.